# Jim Paschal
Jim Paschal (High Point (North Carolina), 5 december 1926 - 5 juli 2004) was een Amerikaans autocoureur. Hij reed tussen 1949 en 1972 in de NASCAR Grand National Series.

## Carrière
Paschal reed tijdens het debuutseizoen van de NASCAR de race op de Charlotte Speedway maar moest opgeven met mechanische pech. De eerste overwinning kwam er in 1953 toen hij won op de Martinsville Speedway. Twee keer won hij op een superspeedway, de World 600 op de Charlotte Motor Speedway in 1964 en 1967. Hij reed tijdens zijn carrière in de NASCAR 421 races waarvan hij er 25 won. Twaalf keer vertrok hij vanaf poleposition. In 1956 eindigde hij op de vijfde plaats in het kampioenschap en hij werd twee keer zesde en drie keer zevende. In 1972 reed hij voor de laatste keer in de NASCAR, de World 600, de race die hij twee keer kon winnen. Bij zijn laatste deelname moest hij opgeven met een motorprobleem. Paschal overleed in 2004 op 77-jarige leeftijd.